# Сан-Марцано-ди-Сан-Джузеппе
Сан-Марцано-ди-Сан-Джузеппе (итал. San Marzano di San Giuseppe) — коммуна в Италии, располагается в регионе Апулия, в провинции Таранто.
Население составляет 9079 человек (2008 г.), плотность населения составляет 465 чел./км². Занимает площадь 19 км². Почтовый индекс — 74020. Телефонный код — 099.
Покровителем коммуны почитается святой Иосиф Обручник, празднование 19 марта.

## Демография
Динамика населения:

## Администрация коммуны
- Официальный сайт: http://www.comunesanmarzano.ta.it